# Chapelle de la Croisée des Chemins
Pour les articles homonymes, voir La croisée des chemins.
 (avril 2013).
La chapelle de la Croisée des Chemins est une église œcuménique, essentiellement destinée aux catholiques et aux protestants, située place de Venise à Villeneuve-d'Ascq. Depuis les années 2000, elle est également nommée la maison Saint-Marc ou oratoire Saint-Marc.
Ce site est desservi par la station de métro Villeneuve-d'Ascq – Hôtel de Ville.

## Historique
La Croisée des Chemins provient de concertations entre de nombreux acteurs : ecclésiastiques (diocèse de Lille, représentants des églises catholique et réformée), habitants, mairie et aménageurs de la ville nouvelle (EPALE).
En 1979, une commission préparatoire pour la création d’un « lieu d’animation chrétienne et de rencontres œcuméniques au centre-ville de Villeneuve-d'Ascq » est mise en place. L’implantation proposée par l’EPALE, sur la place alors dite « place de l'Église », future place de Venise, est adoptée.
En 1982, des représentants des églises catholique et réformée se rencontrent pour décider de l'aménagement intérieur du sanctuaire.
La Croisée des Chemins est achevé en 1983. C'est alors un des tout  premiers sites de ce type en France.
Depuis 1995, La Croisée des Chemins n'est plus utilisé à cause de difficultés de financement et de la faible fréquentation du lieu, ainsi que la création en 1994 d'un lieu de silence œcuménique à Euralille (La Passerelle). L'évêché a même envisagé un temps de mettre en vente l'église. Il a laissé place à un équipement social.

## Centre œcuménique
Une lettre des amis de La Croisée des Chemins décrit l'édifice comme suit : « Presque unique en France, il épouse notre époque et veut œuvrer à l’ouverture entre croyants des différentes confessions chrétiennes ainsi qu’au dialogue avec les autres confessions et les non croyants. » .
Le fonctionnement du centre, baptisé « La Croisée des Chemins », est fixé par un protocole d’accord entre le diocèse de Lille et les conseils presbytéraux de l’église réformée de France à Lille en 1982 pour trois ans. Il a été renouvelé par la suite.
L’animation et la gestion du centre étaient confiées à une équipe animatrice de catholiques et protestants. C'est le diocèse de Lille qui avait assumé seul le coût de la construction du centre œcuménique, mais les frais de fonctionnement étaient partagés.

## Architecture
L'édifice a été réalisé par l'architecte Maurice Salembier.
Le plan de l’édifice est celui d’une étoile à huit branches obtenue par superposition de deux carrés décalés d’un quart de tour. L’autel est au centre et des gradins en périphérie. L'église possède un clocher qui rappelle les églises flamandes. L'église est entièrement en brique. Son emprise au sol est de 75 m2, sa hauteur de 26 mètres.
C’est l'architecte Marc Paindavoine qui a conçu l'aménagement intérieur du bâtiment.
La commission de 1982 chargée de la construction du centre œcuménique a voulu concevoir un lieu dont le symbolisme serait polyvalent (n’imposant pas l’interprétation chrétienne, mais permettant plusieurs interprétations) ou plus universel (exemple : arc-en-ciel…) avec des symboles « typés » discrets et peu nombreux.

## Divers
En 1987, La Croisée des Chemins a été nommé par un jury régional au concours de « la spirale de l'innovation » lancé par le ministère de l'Équipement, de l'aménagement du territoire et des transports.